# 百鬼夜行繪卷

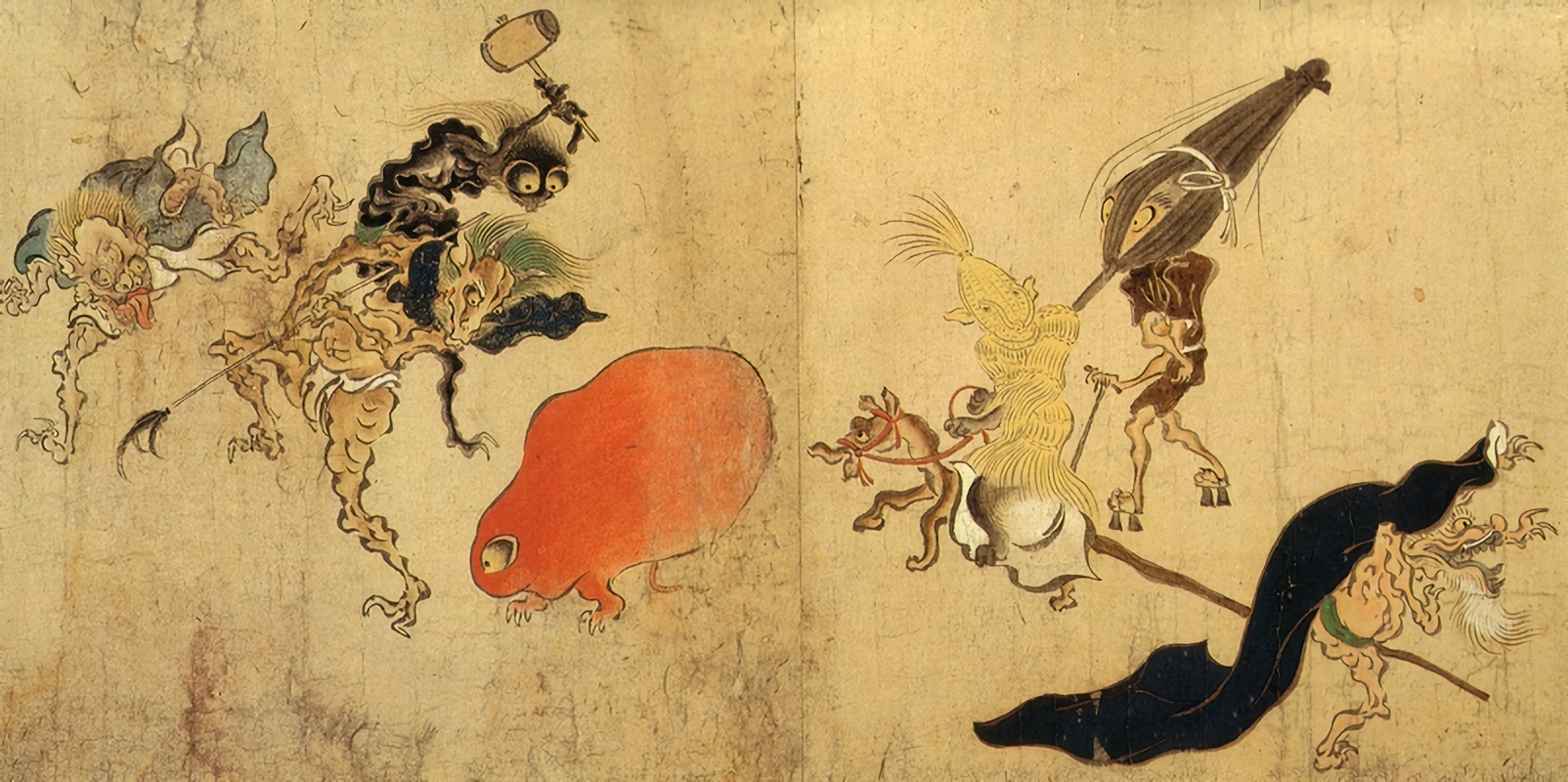
『百鬼夜行繪卷』 作者不詳（室町時代）

百鬼夜行繪卷（ひゃっき やぎょう えまき）是日本的繪卷物。以京都大德寺塔頭，和一休宗純有淵源的真珠庵所藏的「百鬼夜行圖」（重要文化財、真珠庵本）為代表作。

## 概要
百鬼夜行繪卷是描繪「百鬼夜行」的繪卷物之總稱。最著名的是真珠庵本。室町時代的繪卷，傳說是土佐光信所作，但是，無確証。內容以稱作付喪神的器物妖怪為中心。
除了真珠庵本的付喪神以外，其他的百鬼夜行繪卷也有描繪動物變化的妖怪等。真珠庵本以降的江戶模本描繪獸、草木等妖怪，可窺見鳥獸草木器物戲畫繪卷的性格。

## 主要作品
- 京都市大德寺真珠庵藏本 - 室町時代，傳土佐光信畫（重要文化財）
- 美國紐約公共圖書館藏本
- 京都市國際日本文化研究中心藏本
- 京都市京都市立藝術大學藏本
- 東京都港區大倉集古館藏本「百鬼夜行圖屏風」 - 原在中作。
- 姫路市兵庫縣立歷史博物館藏本
- 東京都台東區東京國立博物館藏本

## 關連項目
- 百鬼夜行
- 百鬼夜行绘卷 (松井文库)（日语：百鬼夜行絵巻 (松井文庫)）

## 外部連結
- 絵巻物一覧　百鬼夜行絵巻 （页面存档备份，存于）